# Transport

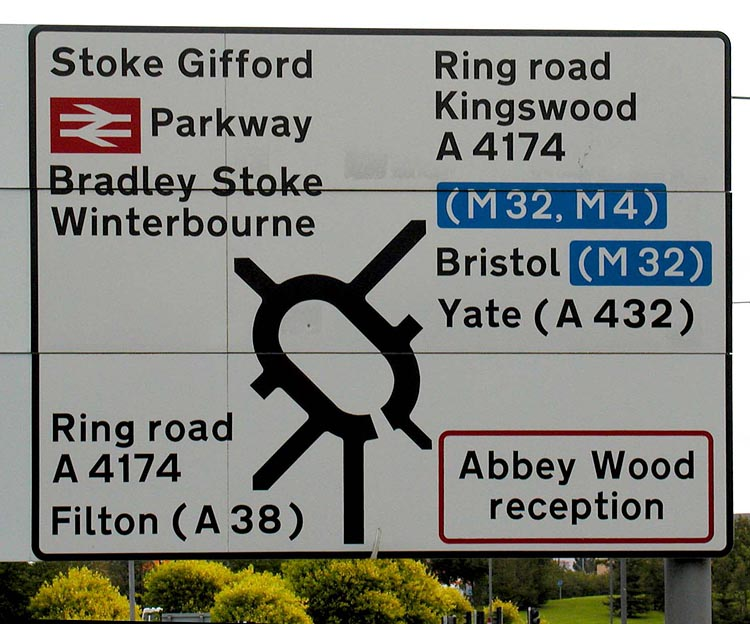
Un segnale stradale scritto principalmente in Transport Heavy; le scritte bianche su sfondo azzurro sono in Transport Medium.

Transport è un tipo di carattere senza grazie disegnato inizialmente per la segnaletica stradale nel Regno Unito. È stato creato tra il 1957 e il 1963 da Jock Kinneir e Margaret Calvert che lavoravano come designer per i comitati Worboys e Anderson del Department for Transport.

## Storia
Prima dell'introduzione del Transport, la segnaletica stradale britannica usava le maiuscole dell'alfabeto Llewellyn-Smith, introdotto dal Maybury Report nel 1933 e modificato nel 1955–1957. Altri segnali, conosciuti come fingerpost ("indicatori stradali"), usavano diversi tipi sans serif a discrezione dei produttori. La leggibilità di tali segnali non era una necessità urgente, ma con il progetto e la costruzione della prima autostrada britannica negli anni cinquanta si avvertì il bisogno di un ammodernamento.
Il Ministro dei Trasporti designò un comitato consultivo sulla segnaletica stradale per le autostrade sotto la guida di Colin Anderson nel 1957 e Jock Kinneir e la sua assistente Margaret Calvert furono incaricati alla grafica. Furono testate e studiate tutte le questioni sulla segnaletica, inizialmente nella circonvallazione di Preston nel 1958 (ora parte della Motorway M6), prima della loro introduzione nella (Londra–Yorkshire) Motorway M1 l'anno successivo. Il comitato prese ad esempio sia altri stati europei che gli Stati Uniti d'America ma Kinneir e Calvert non trovarono soddisfacente il risultato. Svilupparono quindi un font più arrotondato, con code caratteristiche per le lettere 'a', 't', e 'l', e con frazioni senza barra, per aiutare la leggibilità.
Il dipartimento, visti i precedenti buoni risultati del comitato Anderson, nominò un altro comitato, sotto la direzione di Walter Worboys, avente come grafici ancora Kinneir e Calvert, per la segnaletica stradale per tutte le strade britanniche. Grazie a questo comitato si introdussero nel Regno Unito alcuni pittogrammi raccomandati dalla Convenzione di Ginevra per il Traffico Stradale del 1949.

## Caratteristiche
Esistono due forme del carattere: il Transport Medium e il Transport Heavy. Entrambe hanno la stessa forma base, ma il Transport Heavy è boldface, per facilitare la leggibilità delle lettere nere su sfondo bianco, come per la segnaletica utilizzata nelle strade non principali, mentre il Transport Medium è più leggero ed è utilizzato per le lettere bianche su sfondi scuri, come per la segnaletica autostradale.
Solo il Transport viene utilizzato nella segnaletica stradale britannica (eccettuati i numeri delle autostrade che compaiono in un diverso carattere chiamato Motorway).
Solo un numero limitato di simboli sono disponibili nel Transport, soprattutto quelli comunemente utilizzati nella segnaletica stradale, come l'apostrofo, il simbolo della sterlina e certe frazioni come ½ e ⅓. Vari segni diacritici sono disponibili, per l'uso in linguaggi diversi dall'inglese come il gallese e il gaelico.

## Altri usi nel mondo
Anche se disegnato nel Regno Unito, il font è stato e viene utilizzato in molte altre nazioni nel mondo. Oltre che nelle dipendenze della Corona Britannica, nei Territori Britannici d'Oltremare e in alcuni stati del Commonwealth delle nazioni, il carattere è utilizzato ad Hong Kong, in Islanda, Irlanda, Grecia e Portogallo ed in alcuni stati del Medio Oriente. La Danimarca usa una variante con diversa spaziatura e caratteri modificati. Italia e Spagna usano una variante più spessa, in Italia con il nome Alfabeto Normale ed in Spagna conosciuto come Carretera Convencional (per tutte le strade, tranne le autostrade).

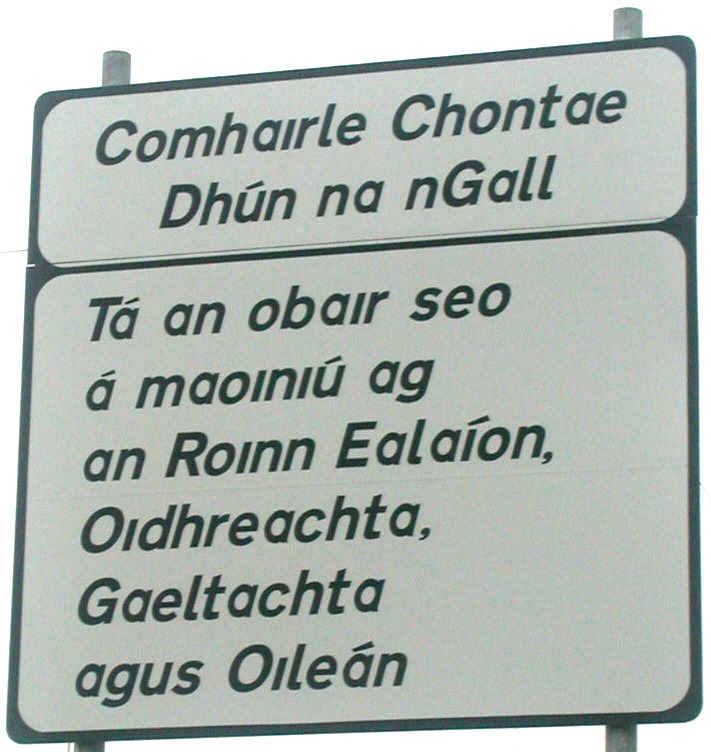
Esempio di segnaletica irlandese.

In paesi dove vengono utilizzati diversi sistemi di scrittura (come l'alfabeto arabo), il Transport è usato spesso per la traslitterazione in caratteri latini.  I segnali stradali della Repubblica d'Irlanda usano il Transport Heavy maiuscolo per i nomi inglesi; per i nomi irlandesi viene utilizzato il Transport Heavy corsivo con varianti per le lettere A, a e i:  vengono infatti utilizzate la alfa latina e la 'i' senza puntino, oltre a varianti m e n.

## New Transport
Una nuova versione del carattere è stata disegnata da Henrik Kubel e Margaret Calvert nel 2012, con sei diversi pesi. Uno dei primi usi pubblici fu nel sito governativo del Regno Unito, 'GOV.UK', dove viene utilizzato per tutto il testo.

## Galleria d'immagini

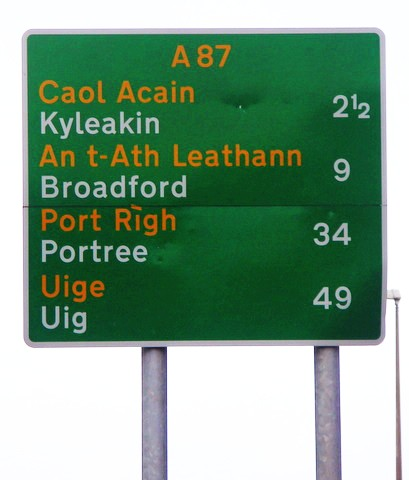
Un segnale scozzese nell'isola di Skye, con denominazioni sia in inglese che in gaelico scozzese e distanze espresse in miglia.
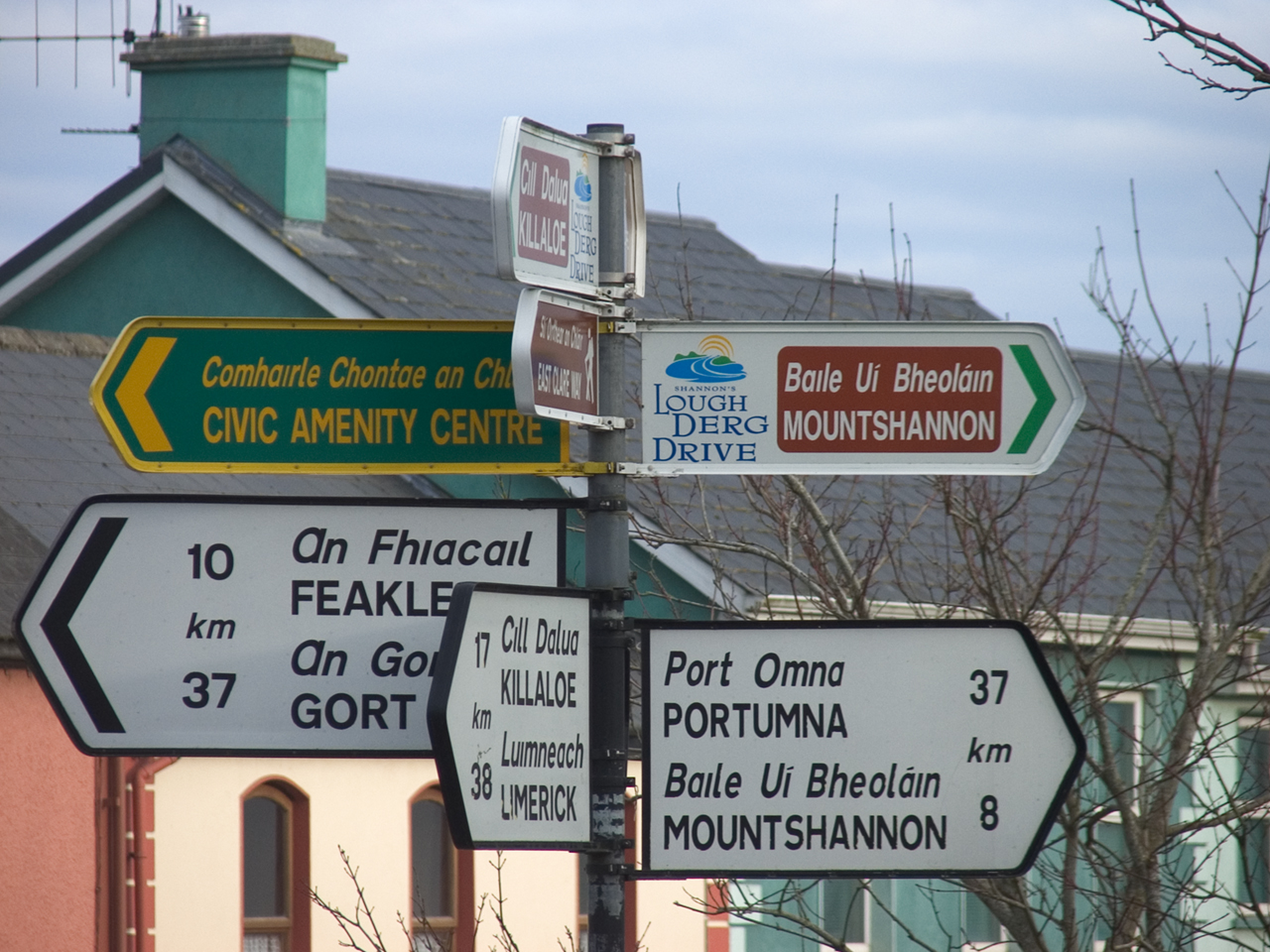
Segnale irlandese con le varianti per la 'i' e 'a'.
Segnale stradale italiano.
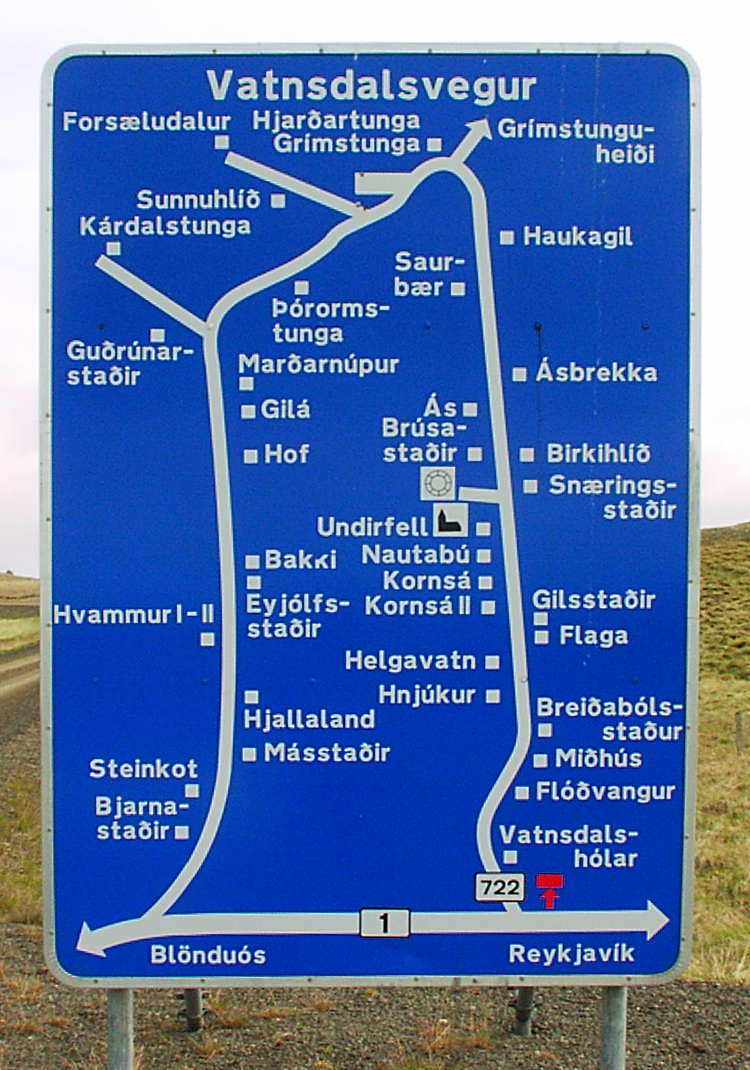
Segnale islandese che mostra la localizzazione di villaggi e fattorie in un'area rurale del paese.
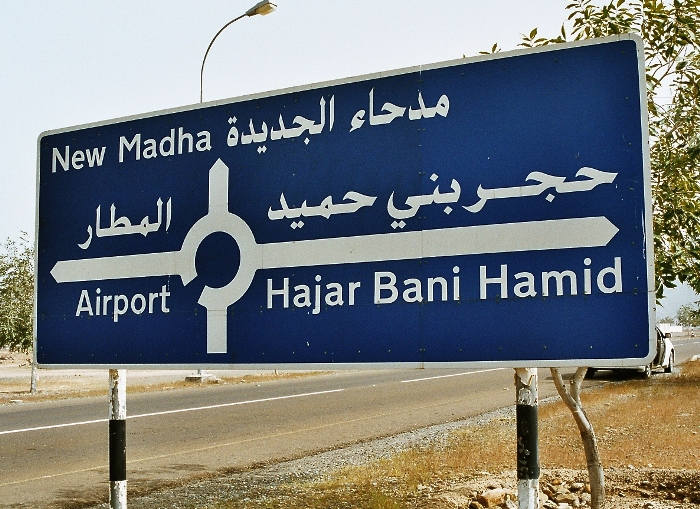
Segnale stradale a Madha, exclave dell'Oman all'interno dei Emirati Arabi Uniti.
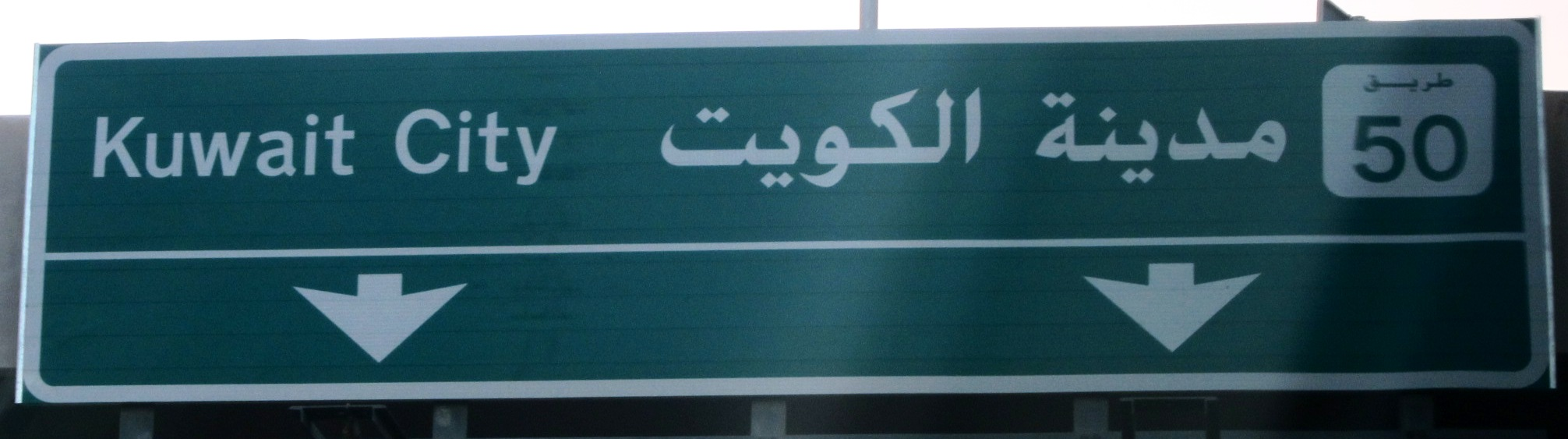
Altro esempio di uso del carattere nel Medio Oriente, in Kuwait.
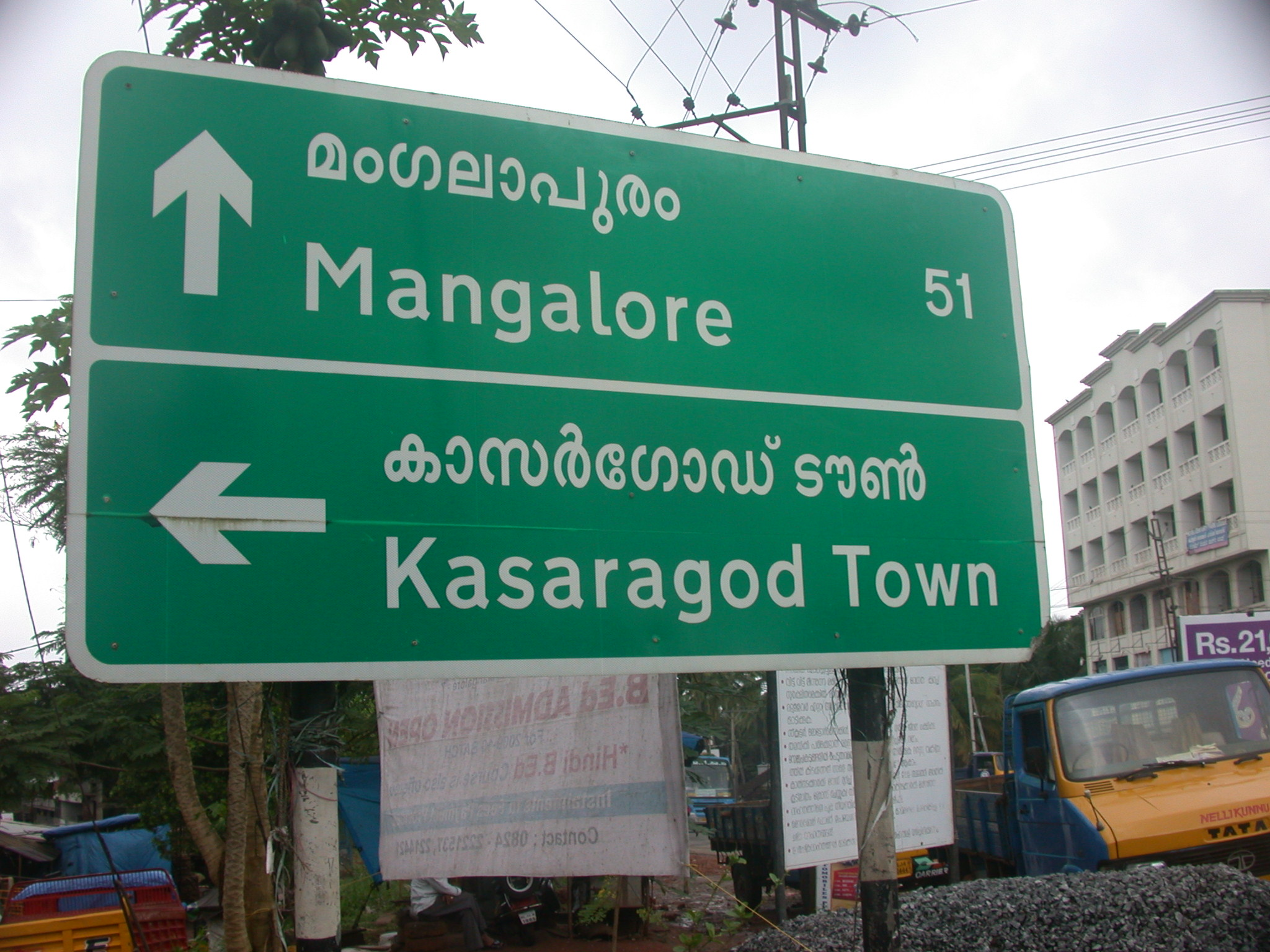
Segnale stradale nel Kerala, in India.